# Karun Chandhok
Karun Chandhok (Madras, 19 januari 1984) is een voormalig Indiaas Formule 1-coureur. Hij won het nieuwe Formule Renault V6 Azië-kampioenschap in 2006.

## Carrière

### 2000
In 2000 won hij de Formule Maruti in India met een record van 7 overwinningen. Hij behaalde de pole position en snelste ronde in alle 10 races.

### 2001
De jongste Asian Formula Champion-coureur voor "Team India Racing". Hij is de eerste ooit die de 5 eerste races won en won 8 races in het seizoen. Hij kreeg de prijs Most promising Asian driver of the year. Hij testte in het Britse Formule 3-kampioenschap voor het team van Carlin Motorsport.

### 2002
Hij werd dat jaar zesde in de British F3 met 6 podiumplaatsen. Hij werd door Overdrive Magazine uitgeroepen tot motorsport man van het jaar.

### 2003
In 2003 werd hij derde in de British F3 met 8 overwinningen en 19 podiumplaatsen over een aantal van 24 races. Hij behaalde die resultaten bij het T-Sport team.

### 2004
Hij ging dat jaar naar de World Series by Nissan en racete tegen zijn landgenoot Narain Karthikeyan. Hij racete in de 24 uur van Dubai (karting) en werd vierde. Hij werd als eerste ooit voor de tweede keer uitgeroepen tot Motorsportman van het Jaar.

### 2005
Hij reed nog steeds in de World Series by Nissan, dat de naam had veranderd naar Formule Renault 3.5 Series. Hij racete ook voor het A1GP team van India.

### 2006
Hij won de eerste editie van het Formule V6 Azië by Renault kampioenschap met 7 overwinningen en 9 pole positions in 12 races.

### 2007
Hij is coureur voor het GP2 team Durango. Bernie Ecclestone zei dat hij de eerstvolgende Indiër in de Formule 1 zal zijn.

### 2008
Hij is testrijder bij het team van Red Bull in de Formule 1. En rijdt voor het GP2 team van iSport.

### 2009
Chandhok komt opnieuw uit in de GP2, nu voor het nieuwe Ocean Racing team van oud F1-coureur Tiago Monteiro.

### 2010
In 2010 reed Chandhok 10 races bij het Spaanse HRT F1 Team. Zijn teamgenoot was Bruno Senna, die in 2008 ook al zijn teamgenoot was, toen bij het GP2 team van iSport. Na de Grand Prix van Groot-Brittannië wordt hij aan de kant gezet voor Sakon Yamamoto.

### 2011
In 2011 is Chandhok testcoureur bij het team van Lotus. Af en toe mag hij op de vrijdagen voor de race testen in plaats van een van de racecoureurs Jarno Trulli en Heikki Kovalainen. In Australië deed hij dit voor het eerst, maar crashte al drie bochten nadat hij de pitstraat uitreed. In Turkije mocht hij opnieuw testen. In de GP van Duitsland vervangt hij eenmalig  Jarno Trulli.

### 2012
In 2012 stapte Chandhok over naar het FIA World Endurance Championship voor JRM Racing. Tijdens de 24 uur van Le Mans eindigde zijn team, met David Brabham en Peter Dumbreck als co-coureurs, als zesde.

### 2013
In 2013 reed Chandhok in de FIA GT Series voor Seyffarth Racing, met Jan Seyffarth co-coureur. Hij eindigde uiteindelijk als dertiende in het coureurskampioenschap.

### 2014
In het seizoen 2014-2015 stapt Chandhok over naar het elektrische kampioenschap Formule E. Hij gaat hier rijden voor Mahindra Racing, naast zijn voormalig teamgenoot in zowel de GP2 als de Formule 1 Bruno Senna.

## GP2 resultaten
| Seizoen | Team    | No. | Races | Poles | Winst | Punten | Klassement | Best finish |
| ------- | ------- | --- | ----- | ----- | ----- | ------ | ---------- | ----------- |
| 2007    | Durango | 27  | 22    | 0     | 0     | 0      | 16         | 15          |

*Seizoen nog bezig.

## Formule 1-resultaten
| Jaar/Jaren | Team        |
| ---------- | ----------- |
| 2010       | HRT F1 Team |
| 2011       | Team Lotus  |

| Seizoen | Inschrijving            | Chassis       | Motor                    | 1      | 2      | 3      | 4      | 5      | 6      | 7      | 8      | 9      | 10     | 11  | 12     | 13     | 14  | 15     | 16     | 17     | 18  | 19  | Pos | Punten |
| ------- | ----------------------- | ------------- | ------------------------ | ------ | ------ | ------ | ------ | ------ | ------ | ------ | ------ | ------ | ------ | --- | ------ | ------ | --- | ------ | ------ | ------ | --- | --- | --- | ------ |
| 2010    | Hispania Racing F1 Team | Hispania F110 | Cosworth CA2010 2.4 V8   | BHR NF | AUS 14 | MAL 15 | CHN 17 | ESP NF | MON 14 | TUR 20 | CAN 18 | EUR 18 | GBR 19 | GER | HUN    | BEL    | ITA | SIN    | JPN    | KOR    | BRA | ABU | 22  | 0      |
| 2011    | Team Lotus              | Lotus T128    | Renault RS27-2011 2.4 V8 | AUS TC | MAL    | CHN    | TUR TC | ESP    | MON    | CAN    | EUR TC | GBR TC | GER 20 | HUN | BEL TC | ITA TC | SIN | JPN TC | KOR TC | IND TC | ABU | BRA | 28  | 0      |